# Deziderij Langobardski
Deziderij  (italijansko Desiderio) je bil zadnji kralj Langobardskega kraljestva v severni Italiji, ki je vladal od leta 756 do 774. Znan je predvsem po družinskih vezeh s Karlom Velikim, ki je bil poročen z njegovo hčerko Deziderato in nazadnje podjarmil njegovo kraljestvo, * ni znano, Brescia, † okrog 786, Liège. 

## Vzpon na oblast
Deziderij je bil sprva  dux Langobardorum et comes stabuli  - vojvoda Langobardov in upravnik kraljevega dvora. Njegov položaj je bil primerljiv s frankovskim položajem dux Francorum. Kralj Ajstulf ga je imenoval za vojvodo Istre in Toskane, po Aistulfovi smrti leta 756 pa je postal kralj Langobardov. Aistulfov predhodnik Rathis je zaradi njegovega imenovanja  opustil svoje meništvo v samostanu Monte Cassino in sam poskušal prevzeti oblast. Njegov upor je Deziderij s pomočjo papeža Štefana II. hitro zatrl. Na kronanju je Deziderij v zahvalo za njegovo podporo papežu obljubil, da mu bo vrnil več osvojenih papeških mest. Avgusta 759 je za svojega sovladarja imenoval sina Adalgisa. 
Pod papežem Štefanom III. so se zaradi njegovega nasprotovanja poroki Deziderijeve hčerke Deziderate s Karlom Velikim  odnosi papeža z Langobardi ponovno  zaostrili in Deziderij je preklical obljubo o vrnitvi mest. 
Podobno kot njegovi predhodniki je tudi Deziderij poskušal povečati langobardsko moč v Italiji, zato je v svojih južnih vojvodinah naletel na papeževo odpor. Vojvoda Beneventa Alboin in vojvoda Spoleta Liutprand sta na papeževo pregovarjanje  prestopila na frankovsko stran, s čimer sta se odcepila od Langobardskega kraljestva in dobila zaščito frankovskega kralja Pipina Malega. Leta 758  je vojvoda Liutprand Beneventski postal polnoleten in se uprl. Deziderij je njegov upor zadušil, ga odstavil  in vojvodino Benevento predal nekemu  Arehisu. Še isto leto je Deziderij odstavil tudi spoletskega vojvodo Alboina in sam prevzel oblast v vojvodini.

## Imenovanje protipapeža Flipa
V krizi, ki je nastala po smrti papeža Pavla I. leta 767, je Deziderij v nedeljo, 31. julija 768 iz samostana svetega Vita na Eskvilinskem griču v Rimu odpoklical svečenika Filipa in ga imenoval za papeža.  Protipapež Filip ni bil nikoli priznan za papeža in ni nikoli imel veliko pristašev, zato se je še isti dan vrnil v samostan in se ni več pojavil v javnem življenju.

## Odnosi s Karlom Velikim
Papež Štefan III. je nasprotoval poroki Dezderijeve hčerke Deziderate leta 768, vendar je pred svojo smrtjo  leta 772 sklenil mir z Langobardi. Njegov naslednik papež Hadrijan I. je kljub temu zaprosil pomoč Karla Velikega za pomoč proti Langobardom, zlasti zato, ker je Karel leta 771 Deziderato odslovil in jo vrnil njenemu očetu. Stvari so se še bolj zapletle, ko  je vdova Karlovega brata Karlmana Gerberga po moževi smrti leta 771  prosila za zaščito langobardskega kralja. Deziderij je, verjetno zaradi Karlove nesramne odslovitve njegove hčerke, priznal Gerbergina sinova za zakonita naslednika in napadel papeža Hadrijana, ker je odklonil njuno kronanje za kralja. Po Deziderijevem napadu na Pentapolis so se njegovi in papeževi  odposlanci sestali na pogajanjih v Thionvilleu. Karel Veliki se je v pogajnjih postavil na papeževo stran.
V takšnem političnem položaju sta Karel Veliki in njegov stric Bernard leta 773 z vojsko prečila Alpe in pri Mortari (Ara Mortis) težko porazila Langobarde. Kmalu zatem sta  začela oblegati njihovo prestolnico Ticinum, sedanjo Pavio.  Deziderijev mladi sin Adalgis je v Veroni zbral novo vojsko, vendar se je moral pred FRanki umakniti na jadransko obalo, od koder je pobegnil v Konstantinopel. 
Obleganje Pavie je trajalo do junija 774, ko se je Deziderij v zameno za svoje življenje in življenja svojih vojakov in podložnikov vdal in odprl mestna vrata. Po vdaji je bil izgnan v opatijo Corbie, kjer je umrl. Nekateri viri trdijo, da je bil s celo družino izgnan v samostan v  Liègeu, Belgija. Deziderij je umrl okrog leta 786. Njegov sin Adalgis je celo življenje  poskušal dobiti očetovo kraljestvo, vendar mu to ni uspelo.

## Zapuščina
Karel Veliki je po zmagi nad Langobardi privzel naslov Rex Langobardorum - kralj Langobardov in postal prvi germanski kralj, ki je privzel ime osvojenega kraljestva. Po pisanju Pavla Diakona v Zgodovini Langobardov je Karlovega očeta Pipina Malega zaradi zavezništva, osebnega prijateljstva s Pipinom in njegovim očetom Karlom Martelom, langobardski kralj Liutprand formalno posinovil. Posinovljenje je kasneje upravičevalo pravico  Pipinovih naslednikov do frankovskega prestola in zahtevo Karla Velikega do langobardskega prestola.
Deziderijevo ime  se pojavlja v več romancah iz karolinškega obdobja. 

## Družina
Poročen je bil z Anso (ali Ansio), s katero je imel štiri hčerke: 
- Anzelpergo (ali  Anzelbergo), opatinjo  samostana  San Salvatore v Brescii,
- Adelpergo (ali Adelbergo), poročeno z Arehisom  II. Beneventskim,
- Liutpergo (tudi Liutpirgo ali Liutbergo), poročeno s Tasilom III. Bavarskim,
- Deziderato, poročeno leta 770 s Karlom Velikim in leta 771 ločeno, in sina
- Adalgisa (ali Adelhisa), patricija v Konstantinoplu.